# Kyoko Date
Kyoko Date ist eine 1997 in Japan von der dortigen Musikindustrie auf den Markt gebrachte virtuelle Popsängerin. Ihre erste Single, „Love Communication“, wurde von einer Studiosängerin eingesungen. Kyoko Date selbst wurde als – für die damalige Zeit bemerkenswert gute – Computer-Animation erstellt und die Bilder im dazugehörigen Musikvideo, auf dem Plattencover, in der Presse etc. verwendet. Nachdem der Song in den japanischen Charts recht erfolgreich war, wurde auch im deutschsprachigen Raum die Presse auf Kyoko Date aufmerksam und berichtete „über die erste erfolgreiche Sängerin, die es eigentlich gar nicht gibt“. Trotz der eingängigen Melodie des Titels wurde selbiger von den hiesigen Radiosendern komplett ignoriert; heute gilt er als Geheimtipp im Internet. Nachfolgende Produktionen blieben selbst im Produktionsland Japan komplett erfolglos, was Kyoko Date zu einem One-Hit-Wonder machte.